# 原薯蓣皂苷
原薯蓣皂苷（英語：Protodioscin）简称原薯蓣苷，是一种甾体皂苷（具体为呋喃固醇皂苷）。其存在于多种植物中，尤属蒺藜属、胡卢巴属、薯蓣属以及延龄草属最甚。它被认为是知名壮阳植物蒺藜（学名：Tribulus terrestris）的主要活性成分。同时也是穿龙薯蓣（中药名：穿山龙，学名：Dioscorea nipponica）中的主要活性成分。
不同产地的蒺藜中含有的原薯蓣皂苷含量不同。中国产的蒺藜果实不含或很少含有原薯蓣皂苷；越南、印度以及保加利亚等欧洲国家所产蒺藜含有原薯蓣皂苷，而且后者原薯蓣皂苷含量远超出前两地产的蒺藜的数十至数百倍。不过蒺藜经过炒制后，原薯蓣皂苷会先经脱水生成伪原薯蓣皂苷（pseudoprotodiosin），随后发生脱糖反应分解成次级皂苷。
研究证实蒺藜标准原薯蓣皂苷提取物对离体组织有助勃起作用，以及对几种动物具有催情作用。研究者认为原薯蓣皂苷是通过促使雄激素受体的免疫反应来实现这一效果，使得细胞中雄激素受体浓度增加，造成动物对诸如睾酮和二氢睾酮等雄激素更加敏感，但是其具体机制尚未明确。目前已证实原薯蓣皂苷能引发阴茎海绵体组织释放一氧化氮。在动物身上发现能显著提高睾酮、二氢睾酮和脱氢表雄酮激素水平，但在人体研究上未能展示出其有效性，而且其用途仍存在争议。